# Blazing
Blazing är Jenny Wilsons tredje studioalbum, utgivet på skivbolaget Gold Medal Recordings 2011. Skivan är ett dubbelalbum.

## Låtlista
Första skivan
1. "Pass Me the Salt"
2. "Work"
3. "Anchor Made of Gold"
4. "Like a Fading Rainbow"
5. "Bad Waters"
6. "Hardships"
7. "Would I Play with My Band"
8. "Clattering Hooves"
9. "Only Here for the Fight"
10. "Coming 'Round the Mountain"

Andra skivan
1. "The Steps"
2. "Beyond That Wasteland"
3. "Psaltar"
4. "Woodcuts"
5. "Motherhood - Warm Your Hands in the Heat"
6. "Pass Me the Salt [Richard Brain Rmx]"
7. "Faded Rainbow Delta [RichardBrain Rmx]"
8. "Anchor Made of Gold [Into the Woods Rmx]"

## Mottagande
Blazing fick ett blandat mottagande. I Sverige fick skivan mestadels positiva recensioner och snittar på 3,6/5 på Kritiker.se, baserat på arton recensioner.